# Batrachuperus
A Batrachuperus a  kétéltűek (Amphibia) osztályába, a farkos kétéltűek (Caudata) rendjébe és a szögletesfogsorú-gőtefélék (Hynobiidae) családjába tartozó nem.

## Rendszerezés
A nembe az alábbi 10 faj tartozik:
- Batrachuperus cochranae
- Batrachuperus gorganensis
- Batrachuperus karlschmidti
- Batrachuperus londongensis
- Batrachuperus mustersi
- Batrachuperus persicus
- kínai hegyiszalamandra (Batrachuperus pinchonii)
- Batrachuperus taibaiensis
- Batrachuperus tibetanus
- Batrachuperus yenyuanensis

## Külső hivatkozások
- ITIS szerinti rendszerbesorolása